# 3080 Mojszejev
A 3080 Moisseiev (ideiglenes jelöléssel 1935 TE) a Naprendszer kisbolygóövében található aszteroida. Pelageya Shajn fedezte fel 1935. október 3-án.